# Боровка (нижний приток Чёрной Холуницы)
Боровка — река в России, протекает в Белохолуницком районе Кировской области. Устье реки находится в 30 км по левому берегу реки Чёрная Холуница. Длина реки составляет 25 км, площадь водосборного бассейна 77,3 км².
Исток реки на Верхнекамской возвышенности в лесу в 11 км к северо-востоку от села Климковка (Кировская область) и в 32 км к северо-востоку от города Белая Холуница. Река течёт на северо-восток по ненаселённому, заболоченному лесному массиву. Приток — Берёзовка (правый). Впадает в Чёрную Холуницу выше посёлка Каменное (Троицкое сельское поселение).

## Данные водного реестра
По данным государственного водного реестра России относится к Камскому бассейновому округу, водохозяйственный участок реки — Вятка от истока до города Киров, без реки Чепца, речной подбассейн реки — Вятка. Речной бассейн реки — Кама.
По данным геоинформационной системы водохозяйственного районирования территории РФ, подготовленной Федеральным агентством водных ресурсов:
- Код водного объекта в государственном водном реестре — 10010300212111100030528
- Код по гидрологической изученности (ГИ) — 111103052
- Код бассейна — 10.01.03.002
- Номер тома по ГИ — 11
- Выпуск по ГИ — 1